# Энгельгардт, Анна Николаевна (лексикограф)
А́нна Никола́евна Энгельга́рдт (в девичестве — Мака́рова; 1835 или 2 [14] июня 1838, Александровка, Нерехтский уезд, Костромская губерния — 12 [25] июня 1903, Санкт-Петербург) — русская писательница, переводчица, лексикограф, составительница «Полного немецко-русского словаря» (1885).

## Биография
Анна Николаевна Макарова родилась в селе Александровка Костромской области Российской империи в семье Александры Петровны Болтиной и лексикографа и беллетриста Николая Петровича Макарова.
Отец был отставным офицером, помещиком, автором нескольких обличительно-сатирических романов и гитаристом. Выступал в концертах не только в Туле, но и в Вене, Париже, в Германии, в Лондоне. В 1856 году на свои средства организовал в Брюсселе первый международный конкурс гитаристов. Вкладом Макарова в лексикографию стали его труды: «Полный русско-французский словарь» и «Полный французско-русский словарь», выдержавшие несколько изданий. Также написал «Международные словари» для учебных заведений, «Немецко-русский словарь», «Энциклопедия ума, или Словарь избранных мыслей», «Латинские, итальянские и английские, пословицы и поговорки». Умер в 1890 году в тульском имении, селе Фуниково-Рожествено.
Её мать умерла, когда ей было шесть лет, и в 1845 году Анна отправлена в Санкт-Петербург в семью своего дяди, Аполлона Петровича Болтина, в которой воспитывалась несколько лет.
C 1848 училась в Московском Екатерининском институте, о чём оставила воспоминания — «Очерки институтской жизни былого времени» (1870). Изучала языки, в том числе английский, французский, немецкий и итальянский. В 1853 году окончила университет с отличием, вернулась домой и продолжила учёбу в библиотеке своего отца, изучая произведения таких писателей, как Николай Чернышевский, Чарльз Дарвин, Николай Добролюбов и Александр Герцен.
Бекетова так отзывалась о Анне Николаевне:
«Анна Николаевна... прекрасно знала французский язык, а также и свой собственный русский, была литературно и исторически образована, очень начитана и сделалась вскоре хорошей переводчицей... Свою профессию переводчицы она ненавидела, называла себя литературным батраком, но добросовестно исполняла свою работу. Зарабатывала она, по-видимому, изрядно...»
Со своим будущим мужем, тогда молодым поручиком артиллерии Александром Николаевичем Энгельгардтом, Анна Макарова встретилась на своем первом балу в столице. Через Макарову, которая была двоюродной сестрой жены М.Е. Салтыкова-Щедрина, Энгельгардт стал вхож в семью выдающегося писателя, критика и сатирика, который, оказал воздействие на формирование мировоззрения молодого ученого, выработку критического отношения к крепостнической России. В 1859 году вышла замуж за него. Анна Николаевна разделяла убеждения мужа в отношении общественно-политического строя России, характера российской власти, деятельности либеральных реформаторов, окружавших Александра II. Вместе с мужем следила за новинками литературы, с нетерпением ожидала статей народно-демократических деятелей. Муж рассказывал: когда приходил новый журнал со статьёй Чернышевского, он и супруга не могли ждать, когда один из них прочитает статью до конца. Они разрывали журнал так, чтобы один мог читать первую часть статьи, а другой вторую, а затем менялись прочитанным.

Бекетова также замечала:
«Будучи литературной дамой, Анна Николаевна встречалась со многими писателями: с Тургеневым, с Достоевским и другими. Она особенно ценила последнего.»
Деятельность Энгельгард началась с переводов для детских журналов «Подснежник»  в 1860 году и в «Учитель» в 1860-1861 годах. В 1862 году она начала работать в книжном магазине, в то время её действия выглядели скандальными, так как русские женщины высшего класса не работали. Н.В. Шелгунов писал об этом:
«Помню, как Петербург был изумлен, когда в магазине Серно-Соловьевича явилась за прилавком молодая красивая женщина в синих очках. Этой первой продавщицей была А.Н. Энгельгардт... Встать женщине за прилавок было тогда так же необыкновенно, как лицеисту, служащему в Государственном совете, сделаться купцом». 
В том же 1862 г. магазин за связи с «лондонскими пропагандистами» был опечатан. «О братьях Серно-Соловьевичах и г-же Энгельгардт» 3-м отделением было заведено дело, по которому Николай Серно-Соловьевич был сослан и умер в Иркутске в 1866 г., брат его эмигрировал. Анна Николаевна не пострадала и позже продолжала сотрудничество с книжным предприятием Черкесова, а затем О.Н. Поповой.
В 1863 году вместе с Надеждой Стасовой и Марией Трубниковой Анна Энгельгардт основала первую в России Женскую издательскую артель. Публиковала переводы, в том числе произведения Гюстава Флобера, Ги де Мопассана, Жан-Жака Руссо, Роберта Стивенсона, Эмиля Золя и других. Всего перевела более семидесяти литературных произведений, а также научные труды, такие как «Сельскохозяйственная химия» Роберта Гофмана (1868) и работы Франсуа Рабле. Более двадцати пяти лет Энгельгардт работала в журнале «Вестник Европы», также была первым главным редактором журнала «Вестник зарубежной литературы».
В декабре 1870 года Энгельгардт и её муж были арестованы за участие в социалистическом студенческом кружке Санкт-Петербургского земледельческого института. Провела в одиночной камере Петропавловской крепости полтора месяца. Была освобождена из-за недостатка доказательств её причастности. Её муж провёл полтора года в тюрьме, а затем был пожизненно выслан из Санкт-Петербурга и сослан в своё имение под Батищево в Смоленской области. Условия для жизни были ужасные, а муж не хотел и не мог тратиться на улучшения в доме, поэтому Анна Николаевна иногда навещала его там, но жила в Санкт-Петербурге вместе с детьми. В дальнейшем с отцом постоянно жила дочь Вера, а подросшие сыновья приезжали на каникулы.
В 1870-х годах работала над серией учебных изданий, в том числе над «Очерками институтской жизни былого времени» и над Полным немецко-русским словарем. Помещала фельетоны из заграничной и провинциальной жизни, передовые статьи, политические обозрения, разборы произведений иностранной словесности в «Биржевых Ведомостях», «Голосе», «Русском Мире», «С.-Петербургских Ведомостях». В «Биржевых Ведомостях» вела отдел «С театра войны» в 1870-71-х годах.
В период 1880—1890 Энгельгардт была активно вовлечена в женское движение. Являлась одной из участниц в создании женских Бестужевских курсов, что предоставило женщинам возможность получить образование. Она уделяла особое внимание вопросам занятости женщин и брачных прав. Писала статьи о достижениях женщин, в том числе о Надежде Хвощинской и Надежде Соханской. Читала лекции о роли женщин в обществе. Была заместителем председателя Русского женского взаимно-благотворительного общества.
В 1897 году Анна Николаевна была одним из основателей Женского медицинского института и также активно работала над возможностями образования и трудоустройства женщин. Ожидалось, что Энгельгардт должна была быть главным редактором журнала «Женский труд», но она умерла до того, как был опубликован первый номер.

## Семья
- Отец — Николай Петрович Макаров (1810—1890), русский лексикограф.
- Мать — Александра Петровна Болтина (? — 7.03.1845)[3]
- Муж — Александр Николаевич Энгельгардт[16]
  - Сын — Александр (?—1867)
  - Сын — Михаил (1861—1915) — русский писатель, литературный критик.
    - Внук — Борис (1887—1942) — советский филолог, литературовед и переводчик.
    - Внучка — Мария (1890—?)
    - Внук — Пётр

  - Дочь — Вера (1863—?)
  - Сын — Николай (1866/67—1942) — русский писатель, поэт, публицист.
    - Внучка — Анна Николаевна Энгельгардт (1894/95—1942), ставшая второй женой Николая Гумилёва.
    - Внук — Александр (1902—1978), театральный актёр.

## Краткая библиография

### Публицистика
- «Из общественной и литературной хроники Запада» (1893)

### Переводы
- «Блестящая будущность» Диккенс Ч. (пер. с англ. 1860)
- «Эмиль или воспитание» Руссо (пер. с фр. 1866)
- «Сельскохозяйственная химия» Роберта Гофмана (пер. с англ. 1868)
- «Сентиментальное воспитание» Флобера (пер. с фр. 1870)
- «Куй железо, пока горячо» Брэддон М.Э. (пер. с англ. 1874)
- «Его превосходительство Эжен Ругон» Эмиля Зола (пер. с фр. 1876)
- «Друг дома» Уйда (пер. с англ. 1879)
- «Осада Лондона» Джеймс Г. (пер. с англ. 1883)
- «1001 день» А. Л. Гримма (пер. с нем. 1883)
- «Охота на диких зверей, или Приключения молодого акробата» Карла Мюллера (пер. с нем. 1883)
- «Джулия» Безант У. (пер. с англ. 1884)
- «Отверженный» Брет-Гарт Ф. (пер. с англ. 1884)
- «В погоне за мужем» Брет-Гарт Ф. (пер. с англ. 1884)
- «Простая история» Рид Ч. (пер. с англ. 1884)
- «Косталь-индеец, или Мексиканская война за независимость» Ферри Г. (пер. с фр. 1884)
- «Как меня учили живописи в Париже» Beata (пер. с англ. 1885)
- «На Дальнем Западе» Гофман О. (пер. с англ. 1885)
- «Я и моя бедная жена» Пейн Д. (пер. с англ. 1885)
- «Лондонские пролетарии» Безант У. (пер. с англ. 1886)
- «Тысяча и одна ночь. Арабские сказки.» (1886)
- «Злой гений» Коллинз У. (пер. с англ. 1887)
- «Вильгельм Телль по Шиллеру»  Ферри Г. (пер. с фр. 1887)
- «Накануне переворота» Кроуфорд Ф.М. (пер. с англ. 1888)
- «Красавица» Филипс Ф.Ч. (пер. с англ. 1891)
- «Джерард» Брэддон М.Э. (пер. с англ. 1892)
- «Виноградник Навуфея» Сомервилль Э., Росс М. (пер. с англ. 1892)
- «Космополиты» Поля Бурже (пер. с фр. 1893)
- «Проступок Аббата Мурэ» Эмиля Зола (пер. с фр. 1897)
- «Западня» Эмиля Зола (пер. с фр. 1897)
- «Гаргантюа и Пантагрюэль» Рабле Ф. (пер. с фр. 1901)
- «Несчастные» Виктор Гюго (пер. с фр. 1902)

### Словари
- Полный немецко-русский словарь (1885)
- Переиздание Полный немецко-русский словарь (1894)
- Переиздание Полный немецко-русский словарь (1908)
- Переиздание Полный немецко-русский словарь (1909)
- Переиздание Полный немецко-русский словарь (1913)

### Произведения
- «Очерки институтской жизни былого времени. (Из воспоминаний старой институтки)» (1870)
- Дополнения. Письма 1863 года